# More Specials
Az 1980-as More Specials a The Specials második nagylemeze. A szövegek gyakran bírnak politikai töltettel. A lemezen olyan zenészekkel működtek együtt, mint a The Go-Go's, Rhoda Dakar a The Bodysnatchersből és Lee Jay Thompson a Madnessből.
Az album top 5-ös lett Egyesült Királyságban, ahol a Rat Race, Stereotype és Do Nothing kislemezek bekerültek a top 10-be. A Rat Race 89. lett a Billboard Club Play Singles listáján, míg az album 98. lett a Billboard Pop Albums listán. Szerepel az 1001 lemez, amit hallanod kell, mielőtt meghalsz című könyvben.

## Az album dalai
|     | Cím                                                   | Szerző(k)                  | Hossz |
| --- | ----------------------------------------------------- | -------------------------- | ----- |
| 1.  | Enjoy Yourself                                        | Herb Magidson, Carl Sigman | 3:39  |
| 2.  | Rat Race (nem szerepelt a brit kiadáson)              | Byers                      | 3:07  |
| 3.  | Man at C & A                                          | Dammers, Hall              | 3:36  |
| 4.  | Hey, Little Rich Girl (közreműködik Lee Jay Thompson) | Byers                      | 3:35  |
| 5.  | Do Nothing                                            | Golding                    | 3:43  |
| 6.  | Pearl's Cafe                                          | Dammers                    | 3:07  |
| 7.  | Sock Ot to 'Em J.B.                                   | Dunn, Garvin, Holman       | 2:56  |
| 8.  | Stereotype/Stereotypes, Pt. 2                         | Dammers, Staple            | 7:24  |
| 9.  | Holiday Fortnight                                     | Byers                      | 2:45  |
| 10. | I Can't Stand It (közreműködik Rhoda Dakar)           | Dammers                    | 4:01  |
| 11. | International Jet Set                                 | Dammers                    | 5:37  |
| 12. | Enjoy Yourself (Reprise)                              | Magidson, Sigman           | 1:46  |

## Közreműködők
- Terry Hall – ének
- Lynval Golding – ének, gitár
- Neville Staple – ének, ütőhangszerek
- Jerry Dammers – orgona, zongora, billentyűk, producer
- Roddy Radiation – gitár
- Sir Horace Gentleman – basszusgitár
- John Bradbury – dob
- Rico Rodriguez – harsona
- Dick Cuthell – kornett, szárnykürt, kürt
- Lee Jay Thompson – szaxofon
- Paul Heskett – szaxofon
- Rhoda Dakar – ének
- The Go-Go's – háttérvokál
- Dave Jordan – producer

## Fordítás
Ez a szócikk részben vagy egészben a More Specials című angol Wikipédia-szócikk ezen változatának fordításán alapul.  Az eredeti cikk szerkesztőit annak laptörténete sorolja fel. Ez a jelzés csupán a megfogalmazás eredetét és a szerzői jogokat jelzi, nem szolgál a cikkben szereplő információk forrásmegjelöléseként.